# Die Prüfung. Ein beispielloses Spektakelstück
Die Prüfung. Ein beispielloses Spektakelstück ist ein von Franz von Pocci verfasstes Theaterstück aus dem Jahre 1855.

## Handlung
Als Kasperl wieder mit seinem neuen Freund, dem Jäger Thomerl, ins Wirtshaus geht, lässt er sich von Thomerl dazu überreden, die Treue seiner Frau Grethl zu prüfen, indem er sich tot stellt. Kurz darauf kommt Kasperl mit angeblichen Magenschmerzen nach Hause. Während er sich ins Bett legt, holt Grethl einen Arzt, bei dem es sich jedoch um den verkleideten Thomerl handelt. Dieser behauptet, dass Kasperl an inflammatio trommula ventriculosa oder „Bauchtrommelfellentzündung“ leide. Obwohl er ihm Medizin einschüttet (in Wirklichkeit ist es nur Bier), „stirbt“ Kasperl. Der angebliche Arzt geht. Grethl bedauert den Tod ihres Mannes, ist jedoch nicht bereit, als Witwe weiterzuleben. Als sie beim Leutnant Pulvermann, der in sie verliebt ist, Trost sucht und dieser ihr einen Antrag macht, springt Kasperl aus dem Bett und stürzt sich auf sie. Er erschlägt Pulvermann und will auch Grethl verprügeln, als ein Polizist herein kommt, der den Lärm gehört hat. Da er sich von diesem gestört fühlt, schlägt Kasperl den Polizisten, worauf dieser zurückschlägt. Daraufhin haut ihn wieder Grethl. Zusammen prügeln Kasperl und Grethl auf den Beamten ein, bis dieser die Flucht ergreift. Danach versöhnen sich die beiden Eheleute wieder und beschließen, dies gemeinsam mit Freunden (darunter Thomerl) zu feiern.